# 至尊漢堡

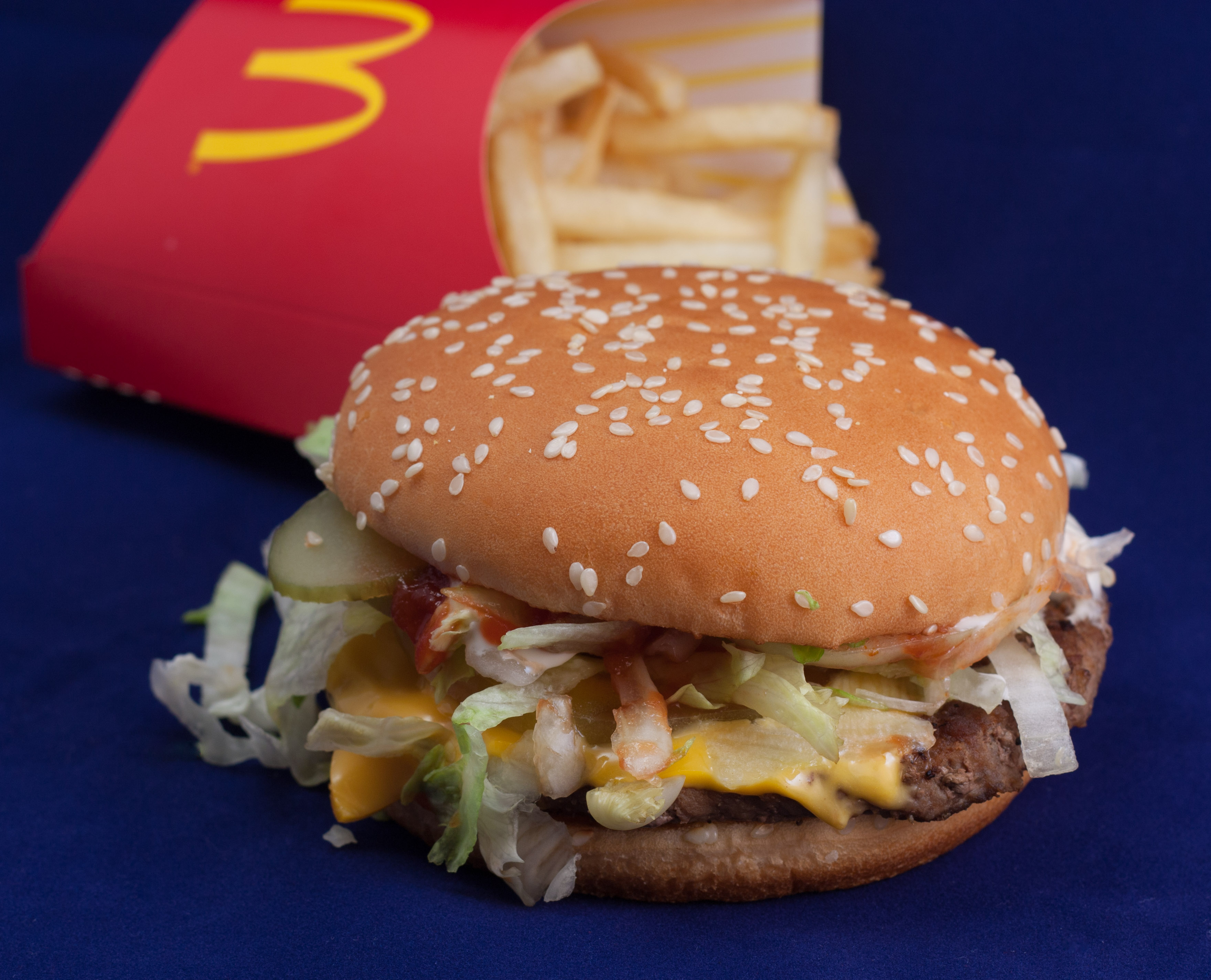
至尊漢堡配薯條

至尊漢堡（Big N' Tasty）是麥當勞推出的一種漢堡，材料包括芝麻麵包、四分之一磅牛肉、芝士、番茄、生菜、酸瓜、洋蔥及沙律醬汁，被視為足三兩（Quarter Pounder）的加番茄生菜版本。
這種產品於1996年在美國部份城市發售，2001年2月16日推廣至美國全國，其後更推廣至其他國家，包括英國、法國、加拿大、阿根廷等歐洲及美洲地區。在荷蘭和波蘭，這款產品更被加上了煙肉。
香港於2007年3月22日開始發售至尊漢堡，最初只是測試市場反應。由於反應比預期大為理想，更成為香港麥當勞最暢銷的包類食品之一，因此成為其長期發售的項目，但香港麥當勞方面卻仍然表示至尊漢堡只是一個長時間推廣，並無意將其改作正式的常設發售項目，最終在2017年3月9日起全線停售。直至2018年4月才以至尊安格斯（Garden Fresh Angus Burger）名義重新推出。
在中國內地的麥當勞亦曾於2005年至2010年推出類似的鮮蔬足尊牛堡（Quarter Pounder with Vegetable），但已於2010年5月停售。
在台灣的麥當勞亦於2012年推出同類產品，譯為大美味牛肉堡。

## 主要競爭對手
- 漢堡王的華堡 （Whopper）
- 溫蒂漢堡的Big Classic

## 历史
至尊漢堡是麥當勞為了與漢堡王的華堡 (Whopper)競爭而推出的漢堡，它的前身是 1984 年推出的 McDLT，它的特點是使用一個獨特的包裝，把下層的漢堡肉與上層的生菜、西紅柿、奶酪和酸黃瓜分開，要享用McDLT的時候需要把「生」和「熟」的部分合起來，變成一個漢堡。由於麥當勞決定以環保為由廢除保麗龍包裝，McDLT在 1990 年 12 月至 1991 年 1 月之間停售，McDLT獨特的保麗龍漢堡盒就隨著消失。

## 外部連結
1. ↑  . m.news.xixik.com.   [2023-10-08].
2. ↑  愛種花的熊 (jabawockadvance). . 愛種花的熊. 2012-08-19  [2023-10-08]. （原始内容存档于2012-09-24） （中文（臺灣））.